# Мысовка (Калининградская область)
Мысовка — посёлок в Славском муниципальном округе Калининградской области Российской Федерации.

## География
Находится в северной части Калининградской области, в зоне хвойно-широколиственных лесов, по берегам реки Разлив, примыкая к Куршскому заливу Балтийского моря.

### Климат
Климат характеризуется как переходный от морского к умеренно континентальному. Среднегодовая температура воздуха — 7,2 °C. Средняя температура воздуха самого холодного месяца (января) — −5 — −2 °C; самого тёплого месяца (июля) — 22,4 °C. Безморозный период длится в среднем 160—190 дней. Годовое количество атмосферных осадков — около 700 мм, из которых большая часть выпадает в тёплый период.

## История
В период с 2008 по 2015 годы посёлок Мысовка входил в состав Ясновского сельского поселения Славского района, с 2015 по 2022 годы — в состав Славского городского округа.

## Население
| 2002 | 2010 |
| ---- | ---- |
| 367  | ↘329 |

## Инфраструктура
Личное подсобное хозяйство с зоной сельскохозяйственного использования, индивидуальная застройка усадебного типа.

## Транспорт
Остановка общественного транспорта «Рыбак Балтики».